# Charlie Mackesy
Charlie Mackesy (Northumberland, 11 dicembre 1962) è un illustratore, pittore e scultore inglese.

## Biografia
Charlie Mackesy è nato l'11 dicembre 1962 nella Northumberland. I suo nonni paterni erano l'ufficiale Pierse Joseph Mackesy e la scrittrice Leonora Mackesy. Suo zio è lo storico militare Piers Mackesy ed è cugino della scrittrice e giornalista Serena Mackesy. Ha frequentato il Radley College e la Queen Elizabeth High School di Hexham. Ha vissuto in Sudafrica, nell'Africa subsahariana e negli Stati Uniti d'America. Ha iniziato la sua carriera come cartonista per il settimanaleThe Spectator, prima di diventare illustratore di libri per la Oxford University Press. I suoi bronzi possono essere trovati in alcuni luoghi a Londra, come il cimitero di Highgate e Brompton Road. I suoi dipinti sono stati esposti a Londra e New York. Nel 2019 è uscito il suo libro Il bambino, la talpa, la volpe e il cavallo. Nel 2020, ha vinto il Nielsen Bestseller Award per il libro. Inoltre, è stato premiato artista dell'anno ai GQ Men of the Year Awards e Illustratore dell'anno ai British Book Awards nel 2021. Nel 2022, Mackesy ha co-diretto e co-scritto il cortometraggio Il bambino, la talpa, la volpe e il cavallo, per il quale ha vinto il Premio Oscar al miglior cortometraggio d'animazione.

## Filmografia

### Regista
- Il bambino, la talpa, la volpe e il cavallo (The Boy, the Mole, the Fox and the Horse), co-diretto con Peter Baynton (2023)

### Sceneggiatore
- Il bambino, la talpa, la volpe e il cavallo (The Boy, the Mole, the Fox and the Horse), co-scritto con Jon Croker (2023)